# Санта-Софія-д'Епіро
Санта-Софія-д'Епіро (італ. Santa Sofia d'Epiro, сиц. Santa Sufìa) — муніципалітет в Італії, у регіоні Калабрія,  провінція Козенца.
Санта-Софія-д'Епіро розташована на відстані близько 420 км на південний схід від Рима, 80 км на північ від Катандзаро, 29 км на північ від Козенци.
Населення — 2671 особа (2014).

## Демографія
Населення за роками:

Станом на 1 січня 2023 року в муніципалітеті офіційно проживало 69 іноземців з 17 країн, серед них 40 громадян країн Євросоюзу та 6 громадян України.

## Сусідні муніципалітети
- Акрі
- Бізіньяно
- Сан-Деметріо-Короне
- Тарсія